# Batalla de Hisias (417 a. C.)
La segunda batalla de Hisias tuvo lugar durante la guerra del Peloponeso, en el año 417 a. C., inmediatamente después de la decisiva derrota argiva de la batalla de Mantinea.
Agis II de Esparta en apoyo del resto de sus aliados (excepto Corinto) invadió el territorio de Argos en el año 417 a. C. a consecuencia de la caída de la facción proespartana de la ciudad provocada por la intervención de los atenienses mandados por Alcibíades, que había sido enviado por Atenas con 20 barcos para restablecer la democracia. Agis no consiguió tomar la ciudad de Argos, pero destruyó los muros largos que se estaban construyendo a fin de emular a Atenas y poder recibir suministros por mar esta, pero se limitó a tomar la ciudad de Hisias, y mató entonces a todos los hombres libres de esta que pudo capturar.Sin embargo los argivos aún pudieron enviar una expedición militar a Fliunte poco después de esta batalla.